# Minaret w Dżam
Minaret w Dżam – bogato zdobiony minaret w Dżam w Afganistanie, zbudowany w XII w. przez sułtana Ghijas ad-Dina. 
W 2002 roku minaret wraz z archeologicznymi pozostałościami miasta Dżam został wpisany na listę światowego dziedzictwa UNESCO i jednocześnie na listę obiektów zagrożonych.

## Położenie
Minaret stoi na południowym brzegu rzeki Hari Rod, przy ujściu rzeki Dżam Rod, w trudno dostępnej dolinie górskiej na wysokości 1900 m n.p.m. ok. 215 kn na wschód od Heratu, najprawdopodobniej w miejscu letniej stolicy imperium Ghurydów w Firuzkuh.  

## Historia
Został wzniesiony przez sułtana Ghijas ad-Dina Muhammada z muzułmańskiej dynastii Ghurydów panującego w latach 1163–1203. 
Inskrypcja na minarecie podaje datę budowy, która była interpretowana jako lata 1174–75 lub 1193–94, przy czym ostatnie badania wskazują na datę wcześniejszą. Przyjmuje się, że minaret został wzniesiony w celu upamiętnienia doniosłego zwycięstwa, np. odbicia miasta Ghazni z rąk tureckich w 1174 roku, co pozwoliło na ustanowienie podwójnego systemu władzy sprawowanej odtąd przez Ghijas ad-Dina Muhammada i jego brata Muizz ad-Dina Muhammada.           
O minarecie pisano już w latach 80. XIX w., wspominany był również w publikacjach afgańskich w latach 40. XX w. a jego wyobrażenie pojawiło się na okładce magazynu Afgańskiego Towarzystwa Literackiego (Salnama-yi) Majalla-ye Kābul w latach 1932–33 i 1933–34. W 1957 roku minaret został odkryty ponownie przez archeologów francuskich. W latach 60. i 70. XX w. prace konserwatorskie pod kierunkiem włoskiego architekta Andrei Bruno pod egidą UNESCO sfinansował rząd włoski.  
W 2002 roku minaret wraz z archeologicznymi pozostałościami miasta Dżam został wpisany na listę światowego dziedzictwa UNESCO i jednocześnie na listę obiektów zagrożonych. 

## Architektura
Minaret wznoszący się na wysokość 65 m został zbudowany z wypalanych cegieł i drewna, a zdobią go elementy dekoracyjne ze stiuku i terakoty. Stoi na ośmiokątnym cokole o średnicy 9 m i złożony jest z ustawionych jeden na drugim, trzech elementów cylindrycznych o coraz mniejszym obwodzie i zwieńczony niewielkim pawilonem – sześciokątną latarnią. Pomiędzy elementami cylindrycznymi znajdują się pozostałości balkonów.   
Wewnątrz znajdują się dwie niezależne klatki schodowe, do których prowadziło wspólne wejście od północnego wschodu. Najprawdopodobniej po tej stronie znajdował się meczet. Współcześnie wejście do minaretu znajduje się pod ziemią, przykryte osadami rzecznymi.    
Ściany zewnętrzne minaretu pokrywają inskrypcje biegnące dookoła pięcioma pasami o szerokości od 1,5 do 3 m. Tekst kończy się po stronie wschodniej. Dwa najwyżej położone pasy zawierają teksty religijne i kończą się wyznaniem wiary, poniżej którego umiejscowiono cytat z Koranu (61:13–14). Niższy pas zawiera kompletny teksty 19. sury Koranu – sury Miriam. Trzy najniżej położone pasy zawierają wyszukane imiona i tytuły sułtana Ghijas ad-Dina Muhammada. Inskrypcje wykonano pismem kufickim, a kursywa zarezerwowana była dla informacji o architekcie. Część tekstu zawiera litery zdobione turkusową glazurą – jest najwcześniejsze zastosowanie tego typu glazury w architekturze Ghurydów. Inskrypcje charakteryzują się wysoka jakością pod względem kaligraficznym. Według najnowszych badań, dobór tekstu oraz jego przedstawienie świadczy o wpływach odłamu islamu założonego przez popularnego w IX w. Abū ʿAbdallāh Muhammad ibn Karrāma. 
Niedaleko od minaretu znajdują się pozostałości innych budowli, m.in. kamienie z inskrypcjami z w języku hebrajskim w XI–XII w. oraz ślady zamków i wieży osad ghurydzkich.  

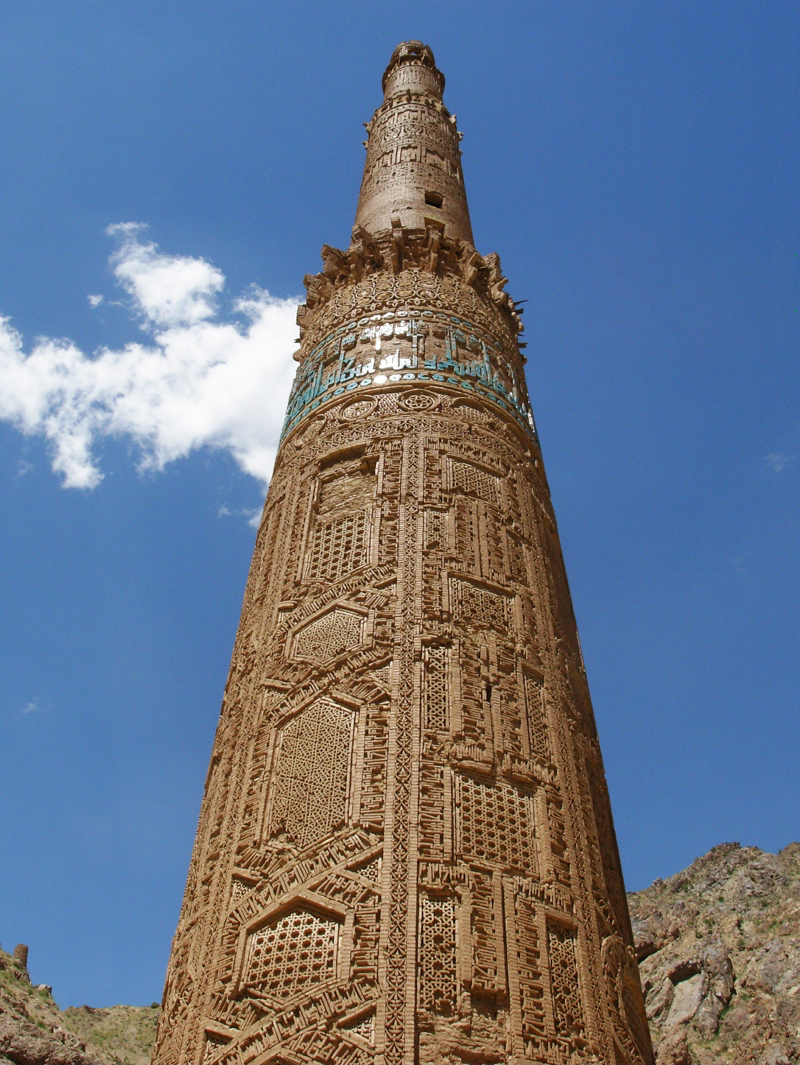
Minaret w Dżam – inskrypcje
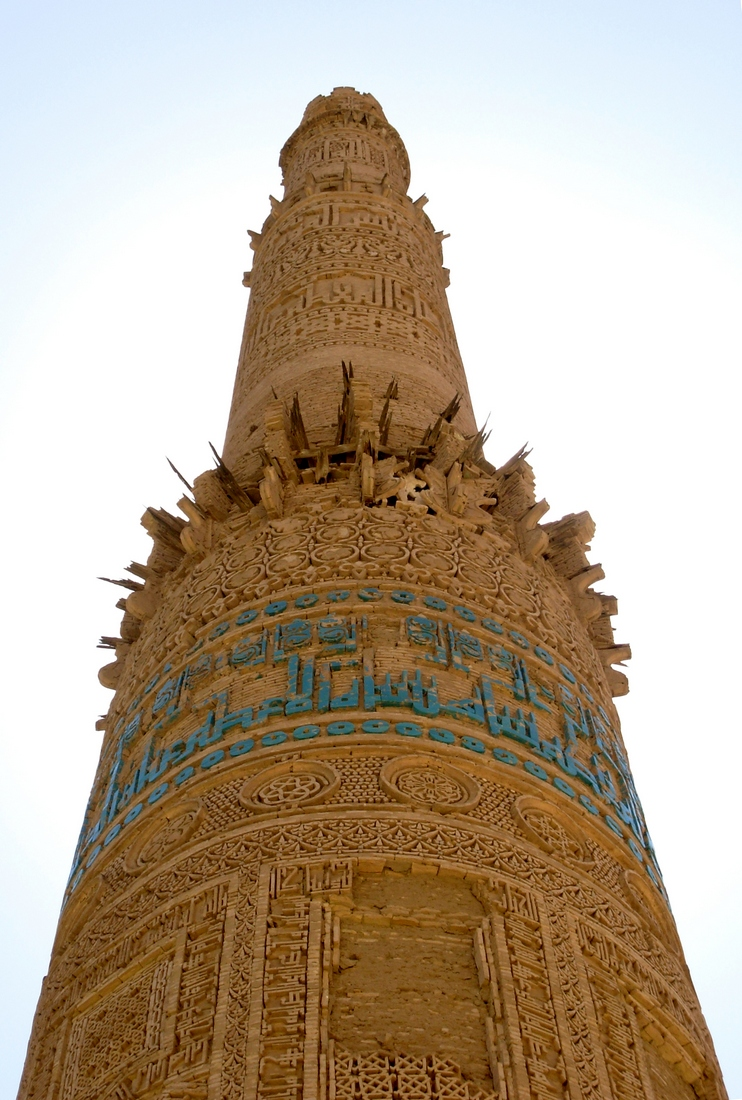
Minaret w Dżam – detal
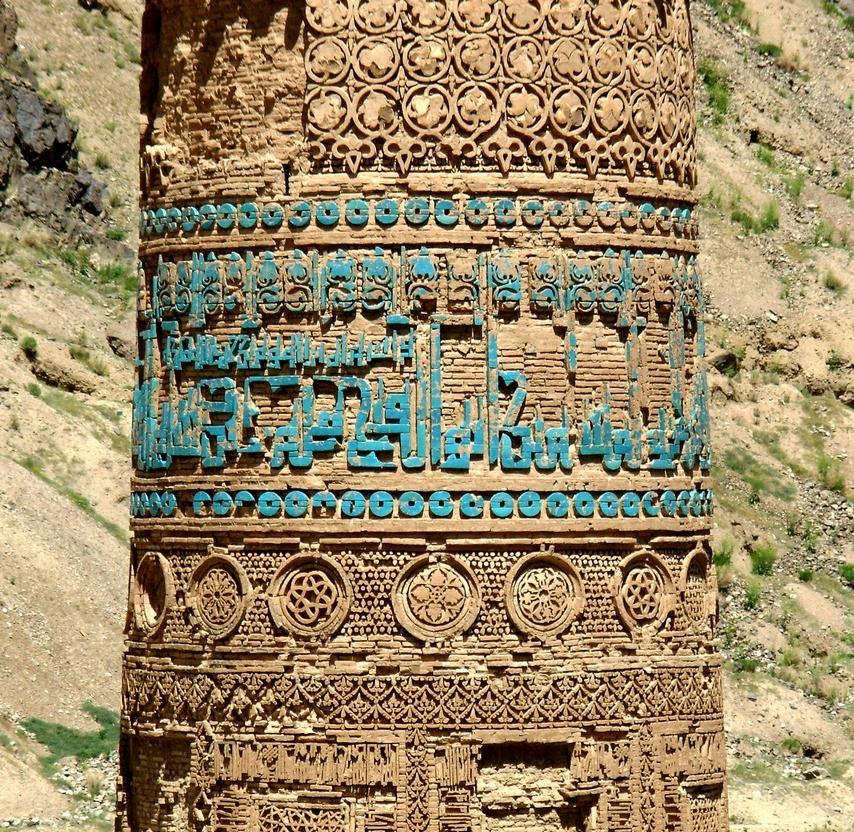
Minaret w Dżam – detal
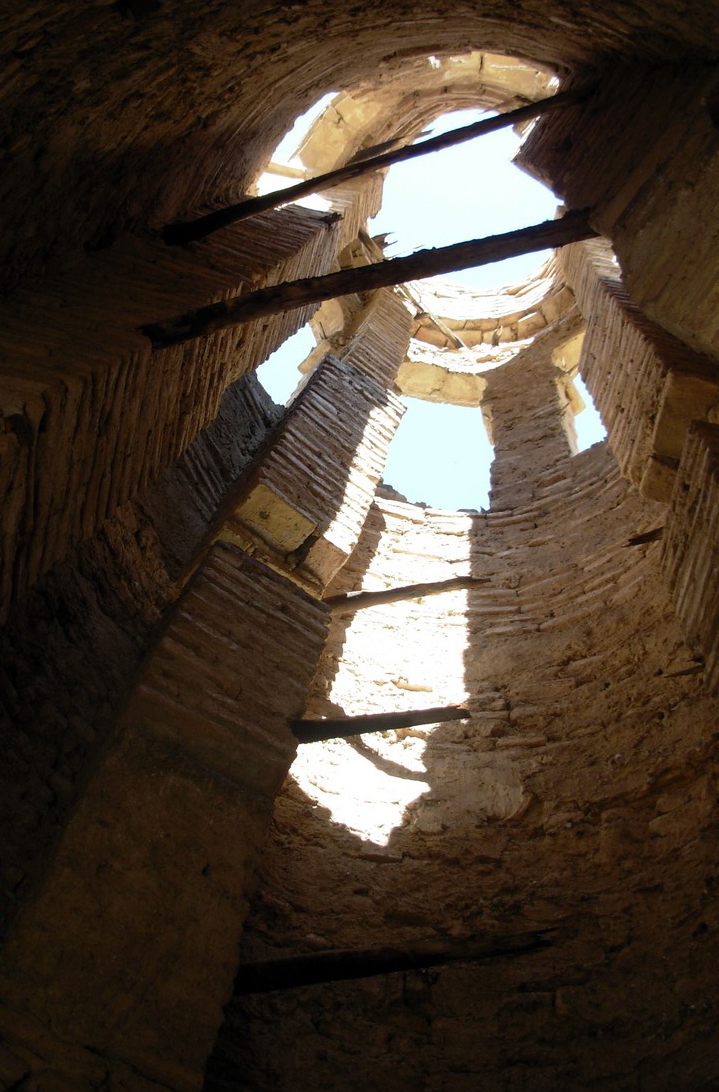
Minaret w Dżam – wnętrze